# National Basketball Association 1963-1964
La stagione della National Basketball Association 1963-1964 fu la 18ª edizione del campionato NBA. La stagione si concluse con la vittoria dei Boston Celtics, che sconfissero i San Francisco Warriors per 4-1 nelle finali NBA.

## Squadre partecipanti
- Baltimore Bullets
- Boston Celtics
- Cincinnati Royals
- Detroit Pistons
- L.A. Lakers

- N.Y. Knicks
- Philadelphia 76ers
- S.F. Warriors
- St. Louis Hawks

## Classifica finale

### Eastern Division
| Squadra            | V  | P  | %    | GB |
| ------------------ | -- | -- | ---- | -- |
| Boston Celtics C   | 59 | 21 | 73,8 | -  |
| Cincinnati Royals  | 55 | 25 | 68,8 | 4  |
| Philadelphia 76ers | 34 | 46 | 42,5 | 25 |
| New York Knicks    | 22 | 58 | 27,5 | 37 |

### Western Division
| Squadra                | V  | P  | %    | GB |
| ---------------------- | -- | -- | ---- | -- |
| San Francisco Warriors | 48 | 32 | 60,0 | -  |
| St. Louis Hawks        | 46 | 34 | 57,5 | 2  |
| Los Angeles Lakers     | 42 | 38 | 52,5 | 6  |
| Baltimore Bullets      | 31 | 49 | 38,8 | 17 |
| Detroit Pistons        | 23 | 57 | 28,8 | 25 |

## Vincitore
| Campione NBA 1963-1964     |
| -------------------------- |
| Boston Celtics (7º titolo) |

## Statistiche
| Categoria | Giocatore        | Squadra                | Stat  |
| --------- | ---------------- | ---------------------- | ----- |
| Punti     | Wilt Chamberlain | San Francisco Warriors | 2.948 |
| Rimbalzi  | Bill Russell     | Boston Celtics         | 1.930 |
| Assist    | Oscar Robertson  | Cincinnati Royals      | 868   |
| FG%       | Jerry Lucas      | Cincinnati Royals      | 52,7  |
| FT%       | Oscar Robertson  | Cincinnati Royals      | 85,3  |

## Premi NBA
- NBA Most Valuable Player Award: Oscar Robertson, Cincinnati Royals
- NBA Rookie of the Year Award: Jerry Lucas, Cincinnati Royals
- NBA Coach of the Year Award: Alex Hannum, San Francisco Warriors
- All-NBA First Team:
  - Bob Pettit, St. Louis Hawks
  - Elgin Baylor, Los Angeles Lakers
  - Wilt Chamberlain, San Francisco Warriors
  - Oscar Robertson, Cincinnati Royals
  - Jerry West, Los Angeles Lakers
- All-NBA Second Team:
  - Tom Heinsohn, Boston Celtics
  - Jerry Lucas, Cincinnati Royals
  - Bill Russell, Boston Celtics
  - John Havlicek, Boston Celtics
  - Hal Greer, Philadelphia 76ers
- All-Rookie Team:
  - Jerry Lucas, Cincinnati Royals
  - Nate Thurmond, San Francisco Warriors
  - Rod Thorn, Baltimore Bullets
  - Gus Johnson, Baltimore Bullets
  - Art Heyman, New York Knicks